# Amtsschimmel

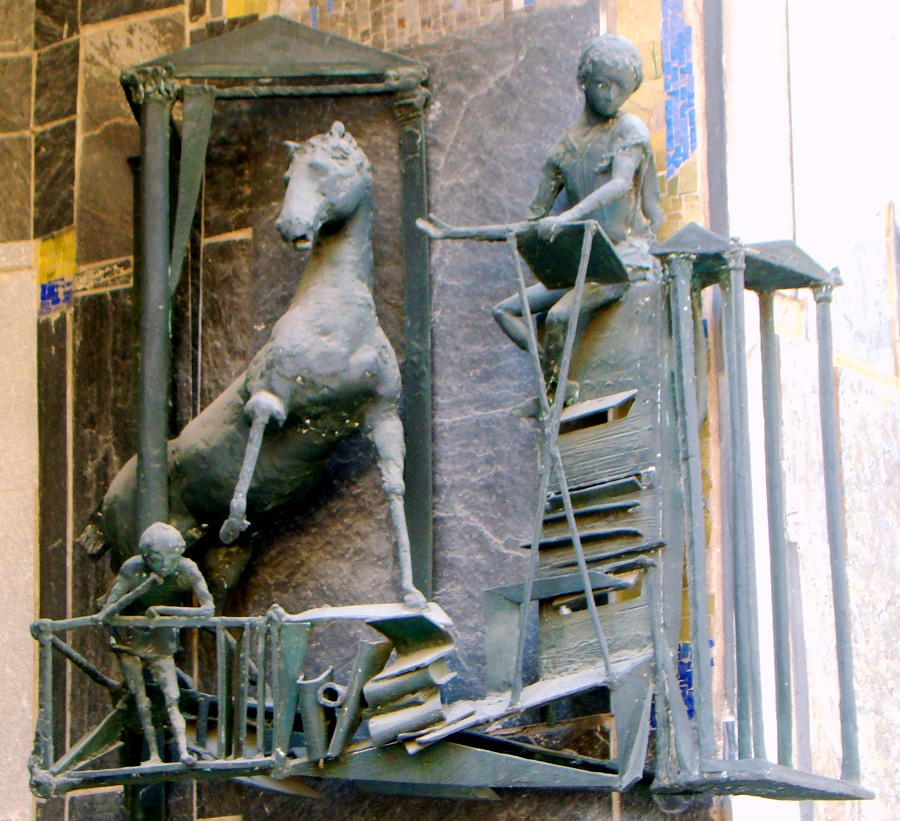
Skulptur Amtsschimmel von Blasius Spreng am Heilbronner Rathaus

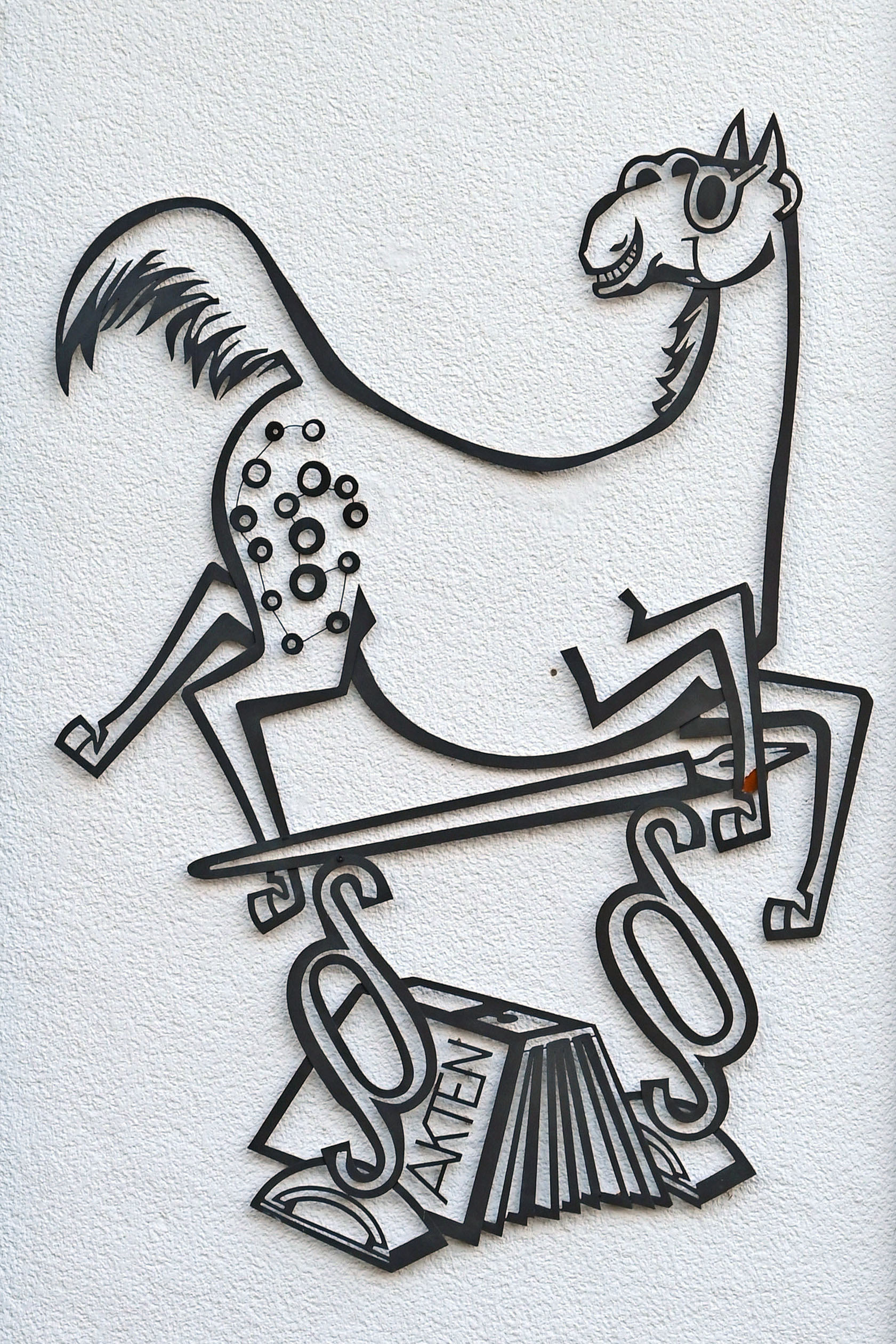
Amtsschimmel, Rathaus Hellenthal

Amtsschimmel ist ein kritischer Ausdruck für ein Übermaß an Bürokratie. Das Wort ist in redensartlicher Verwendung seit dem 19. Jahrhundert bezeugt.

## Mögliche Herleitungen
Woher das Wort stammt, ist strittig. Folgende drei Herleitungen des Begriffs werden genannt:
1. Herleitung von Simile, einem in der österreichischen Monarchie gebräuchlichen Musterentscheid (von lateinisch similis „ähnlich“). Mit Hilfe dieses Standard-Vordrucks ließen sich ähnlich lautende Anliegen schematisch und zügiger erledigen; Beamte, die nur nach Muster vorgingen, wurden als „Similereiter“ bezeichnet. Die Verwendung des Terminus simile für das „schimmelmäßige“ immer gleichartige Zitat von Vorgaben ist aber bereits seit der Hochromanik dokumentiert und spiegelt sich zum Beispiel sowohl in nahezu einheitlichen architektonischen Gestaltungsvorgaben für Kirchen und Klöster als auch in Handschriften wider.[2]
2. Aus dem schweizerischen Sprachgebrauch: „auf dem obrigkeitlichen Schimmel herumreiten“ – im 19. Jahrhundert wurden amtliche Akten in der Schweiz von berittenen Amtsboten zugestellt.
3. Bezeichnung für den Schimmelpilz auf alten Aktendeckeln beziehungsweise für den Staub auf alten Akten, der wie Schimmel aussieht. Für dieses Benennungsmotiv ist offenbar noch nie ein Beleg bekannt geworden.[3]

## Verwendung
Nach Melchior Kirchhofer (1824) war die Redewendung „auf dem obrigkeitlichen Schimmel herumreiten“ sprichwörtlich und er erklärt sie damit, dass Dienstpferde in der Schweiz ehemals häufig zu Privatritten verwendet wurden. Mit Bezug auf Kirchhofer, aber nun in der Gestalt „Jedermann will den Amtsschimmel reiten“, erscheint die Redewendung bei Josua Eiselein (1838). Ohne weitere Erläuterung steht sie bei Karl Simrock (1846).
Im 20. Jahrhundert wurde der Begriff „Amtsschimmel“ in den Redensarten „den Amtsschimmel reiten“ (in der Bedeutung „sich bürokratisch verhalten“) und „der Amtsschimmel wiehert (trabt, braucht wieder Futter)“ (in der Bedeutung „es herrscht die Bürokratie“) verwendet.